# Rio Itiberê
O rio Itiberê é um curso de água que banha parcialmente a cidade de Paranaguá, estado do Paraná, Brasil. Desagua na baía de Paranaguá e é navegável nos seus seis quilômetros finais, em pequenas embarcações. De caiaque, consegue-se navegar até 8,30Km, entre o Bairro Jardim Guaraituba e Oceania, onde encontra a Baía de Paranaguá.